# セケ語
セケ語（Seke）またはセキ語（Seki）、セキヤニ語（Sekiyani）は、ガボンおよび赤道ギニアの言語。ガボンではエスチュエール州のココビーチ地域、赤道ギニアではリトラル県、また赤道ギニアとガボンの係争地コリスコ・ベイで話されるが、母語話者はスペイン語やファン語、コンベ語（Kombe）といった言語を話すようになってきている。

## 別名
導入部で言及されたもの以外を以下に挙げる。
- Bulu
- Sekiana
- Sekiani
- Sekyani
- Seseki
- Sheke
- Shekiyana